# Hugo de Lantins
Hugo de Lantins (actif dans les années 1420 et les années 1430) était un compositeur de l'École bourguignonne et de l'École franco-flamande de la fin de l'époque médiévale et du début de la Renaissance et l'un des rares musiciens qui en montre les deux aspects. C'était un contemporain de Dufay, Gilles Binchois et Johannes Ciconia. Il est le frère ou le cousin du compositeur Arnold de Lantins.

## Biographie
On sait très peu de choses sur sa vie, à l'exception des années 1420-1430. On présume sa naissance en Flandre ou à proximité, notamment l'ancienne Principauté de Liège. En raison de son style, il a peut-être été un élève de Ciconia. Hugo de Lantins vécut au moins une quinzaine d'années (1415-1430) à Venise où il composa une chanson Tra quante regioni, pour le mariage de Cleofe Malatesta de Pesaro et de Théodore Paléologue (1420), fils de l'empereur de Byzance, ainsi qu'un motet, Christus vincit (1423), lors de l'intronisation du doge de Venise, Francesco Foscari. Il travailla avec Guillaume Dufay qui le cite dans un texte concernant leurs créations lors de leur rencontre à Rimini.
Nulle certitude sur la parenté d'un homonyme absolu, Arnold de Lantins, compositeur actif à la même époque. Leurs œuvres apparaissant souvent ensemble dans des collections, ce qui assure qu'ils ont été actifs dans les mêmes régions géographiques. Néanmoins, au vu de la différence de style, on considère qu'ils s'agit de deux personnes distinctes, peut-être des frères ou des cousins.
Il composa plusieurs messes, des motets et des rondeaux en langue française et des ballades en langue italienne. Il eut une préférence pour le rondeau, forme évoluée du virelai, qu'il créa à deux voix (cantus, ténor) sur un instrument accompagnateur (contraténor). Ainsi, dans un Gloria de Hugo, les voix chantent le triplum et le ténor, tandis qu'un instrument joue le contraténor.
Il utilisa l'usage de l'imitation, c'est-à-dire la répétition d'une mélodie dans un morceau polyphonique peu de temps après sa première apparition dans une autre voix. L'imitation allait devenir le dispositif musical en vigueur pour les cent années suivantes. L'imitation est plus répandue dans la musique de Hugo de Lantins que dans la musique de tout autre compositeur du début du XVe siècle.

## Œuvres
Il reste 18 chansons, dont quatre en italien, ainsi que dix œuvres sacrées.
- Celsa sublimatur victoria / Sabine, presul dignissime. Louange à saint Nicolas de Bari
- Chanter ne scay, se poyse moy
- Christus vincit
- Grant ennuy m'est, très douce simple et coye
- Hélas amour, que ce qu'endure (rondeau)
- Io sum tuo servo
- Je suy exent entre aman pour amour
- Mirar non posso ni conzerne
- Mon doulx espoir
- Per amor de costey
- Plaindre m'estuet de ma dame jolye (rondeau)[1]
- Tra quante regioni
- Un seul confort pour mon cuer resjoïr

## Manuscrits
- Misc 213, Bodleian Library, Oxford.
- Ms. Q15, Civico Museo Bibliografico Musicale, Bologne.

## Discographie
- Arnold et Hugo de Lantins, Œuvres profanes - Ensemble Le Miroir de Musique, Baptiste Romain (avril 2014, Ricercar)